# Lake Lafayette
Lake Lafayette és una població dels Estats Units a l'estat de Missouri. Segons el cens del 2000 tenia 346 habitants.

## Demografia
Segons el cens del 2000, Lake Lafayette tenia 346 habitants, 125 habitatges, i 91 famílies. La densitat de població era de 208,7 habitants per km².
Dels 125 habitatges en un 40% hi vivien nens de menys de 18 anys, en un 53,6% hi vivien parelles casades, en un 10,4% dones solteres, i en un 27,2% no eren unitats familiars. En el 19,2% dels habitatges hi vivien persones soles el 2,4% de les quals corresponia a persones de 65 anys o més que vivien soles. El nombre mitjà de persones vivint en cada habitatge era de 2,77 i el nombre mitjà de persones que vivien en cada família era de 3,1.
Per edats la població es repartia de la següent manera: un 29,2% tenia menys de 18 anys, un 8,4% entre 18 i 24, un 26,9% entre 25 i 44, un 27,5% de 45 a 60 i un 8,1% 65 anys o més.
L'edat mediana era de 35 anys. Per cada 100 dones de 18 o més anys hi havia 114,9 homes.
La renda mediana per habitatge era de 30.750 $ i la renda mediana per família de 37.143 $. Els homes tenien una renda mediana de 23.750 $ mentre que les dones 22.813 $. La renda per capita de la població era de 19.683 $. Entorn del 8,2% de les famílies i el 13,2% de la població estaven per davall del llindar de pobresa.

## Poblacions més properes
El següent diagrama mostra les poblacions més properes.